# Jacinto Olave
Jacinto Olave Azpiri (1877-9 de septiembre de 1957) fue un pintor español. 
Jacinto Olave fue un experto retratista con un estilo personal separado de las tendencias de su tiempo.

## Biografía
Jacinto Olave nació en 1877 en la entonces villa de Éibar. Con nueve años emigró junto a su familia a la Argentina, ubicándose en Mercedes, provincia de Buenos Aires. Allí comenzó a estudiar dibujo con el húngaro Krnensek.
Siete años más tarde, en 1893, regresó a España e ingresó en la Escuela de Bellas Artes de San Fernando de Madrid, donde contactó con Moreno Carbonero, Anglada Camarasa, Eduardo Chicharro Agüera. Entabló amistad con sus paisanos José Arrúe, Valentín Zubiaurre y Aurelio Arteta, que eran compañeros de estudios. Poco después de finalizados sus estudios se estableció en Éibar, localidad donde desarrolló su carrera artística y abrió una academia, en la que moriría el 9 de septiembre de 1957.

## Su obra
Su obra se caracteriza por un trazo suelto y amplio en la que se adivina la influencia de la escuela de San Fernando y una clara tendencia modernista. Se mantuvo al margen de las diferentes influencias que fueron sucediendo, creando un estilo propio. No se le puede enmarcar en el estilo neoclásico y fue uno de los precursores de lo que después sería conocido como escuela de pintura vasca.
Sus retratos tienen un fuerte componente psicológico reflejando el alma de personaje. Su pintura es fuertemente realista y busca la expresión íntegra, hace que sus retratos estén llenos de vida. Preocupado por el etnicismo vasco, Olave pintó la vida tradicional del país en la línea del costumbrismo regional del siglo XX.

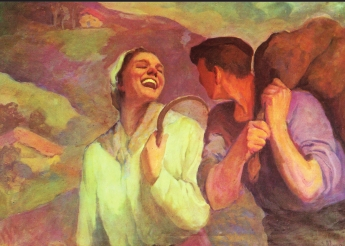
Piropo.
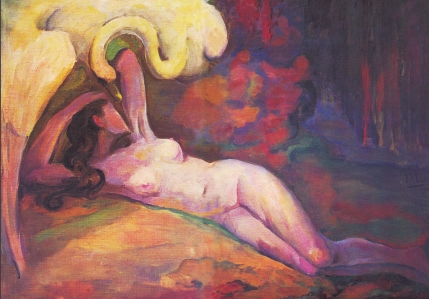
Leda.
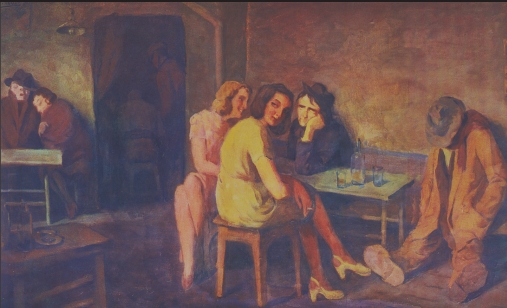
Café.

Entre sus cuadros destacan:
- La niña enferma
- La buena madre
- El piropo
- Arrantzale
- Rapazuelo
- El cafetín
- Boceto de Leda y el cisne (1948)
- Autorretaro con boina (1945)
- Mi prima María (1890)
- Francisco Sarasqueta (1905)[1]

- Piropo.
- Leda.
- Café.